# Josep Riba i Nuet
Josep Riba i Nuet (Barcelona, 23 de març de 1923 - Mataró, 11 de setembre de 2002) fou un futbolista català de la dècada de 1940.

## Trajectòria
Es formà al futbol base del FC Barcelona, jugant a l'infantil la temporada 1938-39 a la posició d'interior i al juvenil entre 1939 i 1941, essent entrenat per Ramon Llorens, el qual el situà a la posició d'extrem. A continuació jugà dues temporades amb l'equip Aficionats, essent campió de Catalunya la temporada 1942-43, i el 1943 ingressà al primer equip del Barça, on jugà dues temporades més. En aquestes dues temporades jugà 18 partits a primera divisió, en els quals marcà 5 gols. En la segona temporada a l'equip guanyà la lliga i la Copa d'Or Argentina. El 1945, Josep Samitier, l'entrenador de l'equip, intentà fer-li fitxa professional, però quan el jugador s'assabentà que aquest s'emportava una comissió decidí no renovar i abandonà el club. La següent temporada fitxà pel CE Sabadell, que jugava a Segona, i on assolí l'ascens a Primera. No obstant, acabada la temporada, decidí retirar-se del futbol professional.

## Palmarès
- Lliga espanyola:
  - 1944-45
- Copa d'Or Argentina:
  - 1945